# Dzbaniwo

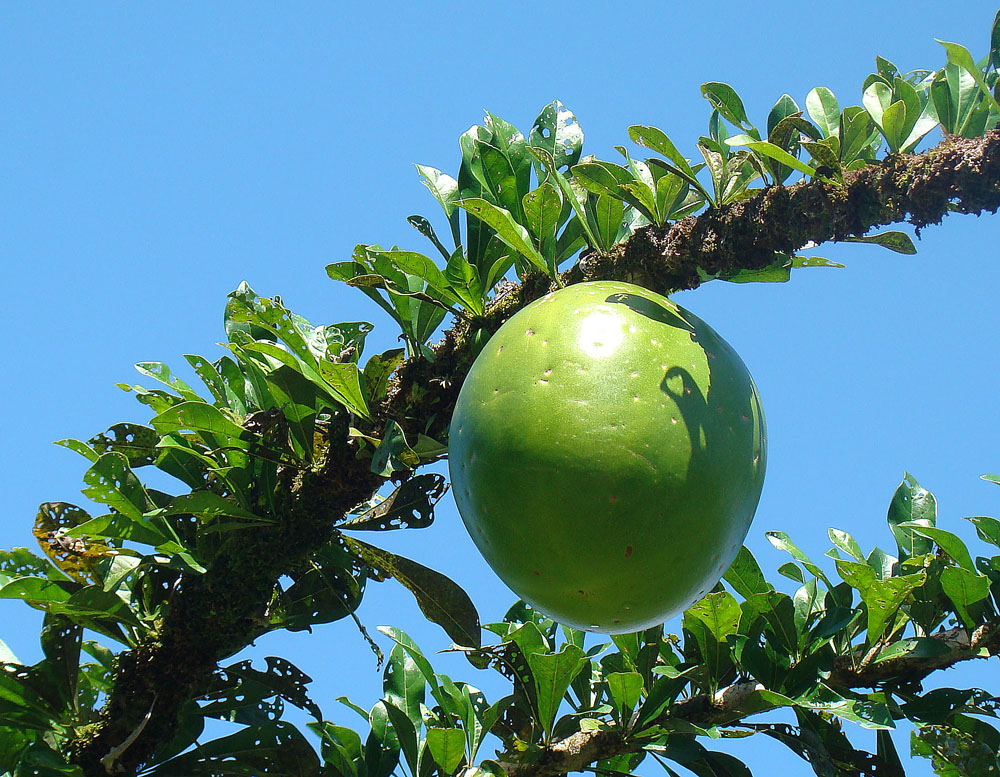
Owoc dzbaniwa kalebasowego

Dzbaniwo (Crescentia L.) – rodzaj drzew z rodziny bignoniowatych. Obejmuje 6 gatunków. Rośliny te rosną w Ameryce Centralnej od Meksyku po Panamę, na Antylach i w północnej części Ameryki Południowej sięgając po Peru i północną Brazylię na południu. Jako rośliny introdukowane zarejestrowane zostały w południowo-wschodniej Brazylii, na wyspach Galapagos oraz w Afryce (Czad, Benin i Gambia). Kwiaty wyrastające bezpośrednio z pni zapylane są przez nietoperze. Okazałe, mięsiste owoce wyewoluowały prawdopodobnie jako przystosowanie do rozprzestrzeniania za pośrednictwem przedstawicieli wymarłej współcześnie megafauny. W przypadku C. amazonica kluczową rolę w rozsiewaniu odgrywają ryby kąsaczokształtne – zjadają one owoc i uwalniają z niego nasiona, które w innym przypadku gniją. Ze względu na znaczenie użytkowe dzbaniwo kalebasowe C. cujete zostało rozprzestrzenione przez człowieka w całej strefie tropikalnej. Z kolei inny gatunek z tego rodzaju – C. portoricensis należy do najrzadszych roślin – znany jest tylko z czterech okazów dorosłych (rok 2017). 
Z owoców dzbaniwa kalebasowego, cechujących się silnie zdrewniałą owocnią, wykonywane są naczynia, miski, czerpaki, marakasy. Młode owoce są piklowane. Jadalne są także nasiona, choć opisywane jako niezbyt smaczne. W Nikaragui sporządza się z nich napój zwany semilla de jicaro. Miąższ owoców wykorzystywany jest w lecznictwie. Jako drzewo o niewielkich rozmiarach, przy tym odporne na suszę i zanieczyszczenia powietrza jest często sadzone w zadrzewieniach przydrożnych i w miastach.
Nazwa naukowa rodzaju upamiętnia włoskiego lekarza i przyrodnika Pietro de Crescenzi.

## Morfologia
PokrójDrzewa niewielkich lub średnich rozmiarów. Rozgałęzienia nieliczne, pędy o nieco rachitycznym w efekcie wyglądzie, a korony luźne.
LiściePojedyncze lub trójlistkowe, wyrastają skrętolegle w pęczkach (na krótkopędach).
KwiatyOkazałe, wyrastają pojedynczo lub po dwa z pąków na pniu lub grubych pędach. Kielich okazały, z dwoma ząbkami. Korona kwiatu zrosłopłatkowa, rurkowata do dzwonkowatej, zakończona 5 grubymi, trójkątnymi i ostro zakończonymi łatkami. Płatki barwy białej z brązowym wzorem, zwłaszcza po wewnętrznej stronie. Pręciki 4. Zalążnia jajowatoeliptyczna.
OwoceOkazałe (u dzbaniwa kalebasowego osiągające do 40 cm średnicy), mięsiste i niepękające torebki o kształcie elipsoidalnym lub kulistym, z drewniejącym egzokarpem, z miękkim miąższem wewnątrz oraz nagimi i nieoskrzydlonymi nasionami.

## Systematyka
Rodzaj należy do plemienia Crescentieae DC. (1845) w rodzinie bignoniowatych Bignoniaceae.
Wykaz gatunków
- Crescentia alata Kunth
- Crescentia amazonica Ducke
- Crescentia cujete L. – dzbaniwo kalebasowe
- Crescentia linearifolia Miers
- Crescentia mirabilis Ekman ex Urb.
- Crescentia portoricensis Britton